# 大原沙耶香
大原沙耶香（日语：／ Ōhara Sayaka，1975年12月6日—），也譯作大原沙也加，日本女性聲優、播音員、DJ（廣播節目主持）。
出身於神奈川縣橫濱市。所屬經紀公司是東京俳優生活協同組合。血型B型。青山學院大學文學院英語文學系畢業。隸屬於賢Production的聲優大原崇是親弟弟。

## 活動内容
声優
演出從溫柔的御姐（《ARIA》艾莉西亞·弗羅倫斯）到妖艷風趣的女性（《XXXHOLiC》壹原侑子）、冷酷好勝的女性（《萬花筒之星》蕾拉、《豆芽小文》長谷川遥）等，聲線的幅度很大。主要是出演成人女性角色，也經常演母親角色（《Fate/Zero》愛麗絲菲爾·馮·愛因茲貝倫）。此外還演出脱力系（《蜂蜜幸運草》原田理花）以及少年（《Sketchbook ～full color's～》梶原青）、猫等，甚至是誇張的反派角色，演技的幅度也很廣。據說是以在心中想好角色設定和性格後自然發出的聲音進行表演。
在《萬花筒之星》系列以及《ARIA》系列等和佐藤順一有關的作品中出演較多。
此外還有唱了不少角色歌。不過據本人說，雖然一樣也是配音的工作，但因表現方式不同而很困惑。
播音員
各種節目和廣告的旁白解說、au等手機音聲嚮導、京濱急行電鐵、京王電鐵等關東私營鐵道的站內播音以及店內播音等，廣泛擔當各種播音工作。
有時從播音員升級成為節目的播報員或助理真人演出。
DJ、廣播節目主持
從1999年開始一直擔任bayfm的音樂資訊廣播節目《NOW HITS STREET》的DJ到現在，每回都采訪各式各樣不同的音樂人。
也在動漫系廣播節目中擔任主持。根據節目內容以平易近人的口氣談話，和擔任DJ時的氛圍有所不同。因為她獨特的性格，經常在廣播節目內誕生趣闻逸事。
以前和廣橋涼一起主持的《萬花筒之星》網絡廣播節目《すごらじ》，在《傳頌之物》網絡廣播節目《傳頌之物電台》（うたわれるものらじお）開播之前，是音泉各廣播節目中連接數（=收聽率）最高的節目。還有，有點動作給屋企人知。

## 来歴
畢業于中高一貫的女校，中高6年都隸屬於演劇部，平時的零花錢都用來看音樂劇。從小喜歡表演，開始意識到聲優這個職業據說是因為弟弟給她聽CD Drama的影響。就讀青山学院大学文学部英語文學科。当時參加管弦樂團。同樣隸屬東京俳優生活協同組合的齋藤綾是其大學學妹。
1997年，在學中成為俳協Voice Work Studio第11期學生。和山岸功是同期生。
在大学和俳協Voice Work Studio畢業後，成為東京俳優生活協同組合所屬的聲優，正式出道。出道後數年間多擔當播音相關的工作。電視動畫的出道作是1998年的《名偵探柯南》的白井ゆり一角。
進入2000年代後，動畫的出演一直增加，2003年的《ぽぽたん》的「あい」一角是首次擔任主角。
現在也依然很活躍，在進行聲優工作的同時進行著播音的工作。

## 人物
身高158.5cm。声域是次女高音。據本人說「中学生時就被人以為是OL」，有著很成熟的外貌。視力不算壞，不過有使用隱形眼鏡。
據說一點小事也會去在意，因此容易累積壓力。另外會怕生人，想和人交好時總是不能很好的表達，本人為此很煩惱。而且還容易哭。
很不擅長做菜，在廣播節目《ぽぽらじ》中さや咖哩・《すごラジ》中蕾拉汁等，做菜的品味廣為所知。
另外也不擅長地理。曾說過「日本的都道府縣是52個」（《すごラジ》#39），還曾把愛知縣弄錯說成是名古屋縣。結果在《すごラジ》中經常被廣橋涼以及聽眾把這些話題搬出來逗她。之後在《すごラジ》#48時聽眾送來《傻瓜日本地図》 （页面存档备份，存于）（ISBN 4774121258），然後在《すごラジ》#51時說看了那個地圖，引起了相當的反響，使該書在AMAZON的銷售排行榜上的順位上升了。
在《ぽぽラジ》中桃井晴子說在死海中游泳過時透露說不會游泳。因此泳裝也停留在學校泳衣，結果從此被拿來當笑話。
很不靈巧，家政課縫東西的作業最多只會縫抹布（因為只會直線的縫）。據說小學時在家政課上曾經弄壞過5台縫紉機（讓線纏在一起，把針折斷，還有把螺絲弄脫落等）。本人說「自己也不懂為什麽會這樣不靈巧」。

### 特技、興趣、嗜好
特技是演奏大提琴。同時還學了鋼琴和聴音，但很快就挫折了。選擇大提琴是因為其音域和人的聲音最接近以及被那深沉的音色所魅惑。大學時代隸屬於管弦樂團，現在也有參加過以家鄉神奈川為據點活動的流動樂團的經驗。還曾因為這個機緣而擔任過該樂團公演的主持人。近年因為工作很忙沒什麽時間演奏而很遺憾。另外演出的重生傳奇的希露達·娜芙莉古一角也有擅長大提琴的設定。
喜歡京都的程度是聲優業界數一數二的，經常找空跑去京都。多數是一個人去，有時是早上4點起來搭乘6點的希望號列車到京都，過上一晚然後在第二天早上首班車回來（因為第二天白天有工作）。
京都觀光文化檢定（通称京都檢定）2級和3級的考試合格。
據說經常被朋友和聲優夥伴問京都的推薦地點。在《傳頌之物》中共演的小山力也也受大原的影響在自己的BLOG裡寫過「對了，去京都吧」。
除了京都外也經常去溫泉地區等各種地方玩，很喜歡旅行。
擅長和服的穿法。擁有和服穿法講師認定準1級的資格。光浴衣就有30件（分為平時用、參加活動時用等。其中也有只穿過1次的）。
相當愛讀書。特別是經常看小說，有時會在日誌上寫讀書感想。每年都會分幾回從書店大量買書。雜志《詩とメルヘン》從中學時代到休刊為止一直都有買來看。
擅長英語。動畫的台詞以及播音時能使用流利的英語。擁有實用英語技能檢定準1級的資格。
喜歡的食物有親子丼、和菓子、草莓、「披薩洋芋片」。
其他的興趣還有音樂欣賞、觀賞舞台劇、收集香水、茶道（裏千家）、作詞。

### 交友關係
和在《萬花筒之星》中共演的廣橋涼交往密切。現在也經常在日誌上披露兩人一起去看戲、吃飯等。
和伊藤静也很要好，住所也很近，主要是喝酒同伴的朋友關係。據說有把買來的酒保存在伊藤家。2009年7月26日，作為嘉賓出演了伊藤舉辦的活動「伊藤静 Talk&Live《あそびにおいで(*´艸`*)》」。和伊藤一起唱了伊藤從眾多候補歌曲中選的中島美雪的《糸》。大原很喜歡這首歌，據說最初聽的不是中島唱的原版而是Bank Band翻唱的。
和豐口惠一樣都喜歡和服、音樂劇、演劇，在收錄現場遇到時就會聊的很開心。
和淺野麻由美（部長）、折笠富美子、嘉數由美、菊池志穗、豐口惠結成和服部。雖然活動很不定期，但是在活動時一起穿和服參加，正月時穿著和服去巡遊七福神。
很積極地表示自己是30歲層的，有加入「team 30」。其他成員還有西村千奈美、葉月繪理乃、廣橋涼、皆川純子等，由《ARIA》系列的主要出演聲優構成。
去金澤旅行時，曾請教過該市出身的能登麻美子。
尊敬的聲優有俳協所属的池田昌子，據說是因為憧憬池田而進入俳協。在日誌上透露每年都作為一般客人參加池田舉辦的朗讀會。在《萬花筒之星》中以母女角色實現了共演。
其他要好的聲優還有生天目仁美、釘宮理惠、植田佳奈、關山美沙紀、下屋則子等。

## 逸話

### 本人相關
在公認FANS網站「大原省」中寫的本人日誌「沙耶香的業務日誌」中，心情不好時會全文都用平假名寫。此外無關心情好壞，有時還會在日誌上寫詩。
大學時代有不少兼職經驗。曾經做群眾演員的兼職出演過《戀愛世代》（富士電視台）、《ふぞろいの林檎たちIV》（TBS）等。也曾在橫濱的意大利餐廳做過兼職，不過因被店長欺負哭等而深深體會到「大人的不講理」和「被欺負的弱者的立場」，成了心靈創傷。某天去餐廳吃飯時曾碰到在那個店工作過的員工。
容易記錯東西，有時坐電車會坐反方向，記錯工作的時間而差點遲到等。此外還經常丟東西，忘記過幾十把傘，還有把剛買的首飾錯丟掉過。
在ADSL等寬頻已經普及的時候還在使用低速的電話線撥接上網，電話費曾達到過數萬日圓。之後在工作關係者和FANS的建議下終於改用寬頻。
曾摸過肥胖的男性的肚子。
有時在雜志以及新年賀卡上名字被弄錯變成「大原かおり」。在《xxxHOLiC》關係的工作時名字經常被弄錯變成「大川さやか」，和廣橋涼一起的工作時則經常被弄錯變成「大橋さやか」。

### 工作
從擔任《NOW HITS STREET》的DJ開始到現在，經常親自跑去放送局複製以前播放的，然後反覆聽複習。當來賓是京都出身的音樂人時，以京都的話題炒熱氣氛，請教京都推薦的地方。不過京都出身也并不等於熟悉京都，有時反而是大原講解京都名勝讓對方很感嘆。
在ケイコとマナブChannel的工作中，演出了從30秒節目宣傳的播音到吉祥物「テレビくん」的聲音，還進行首次真人出演。在節目攝影時因為沒有專門負責的化妝師和服裝師，於是自己進行化妝，并準備4、5套服裝根據場景切換更換服裝。而且還進行了大提琴演奏，但因著作権的問題而無法演奏巴赫以及莫札特等現存的樂曲，於是即興演奏了5至6小節的原創樂曲。
在動畫《廢棄公主》中出演拉克維爾·卡斯爾的同時還擔當下回預告的旁白。最初監督看著原稿說「在下回予告這么短的時間内不可能讀完這麼多字吧」，但是大原讀完了。之後，下回預告的字數也隨著動畫的進行增加，當大原成功讀完時監督就會送禮物給她。
曾經婉拒過富士電視台某現場直播節目真人出演的委托，據說是au手機的音聲嚮導的聲音是誰配音的欄目。拒絕的理由是出演委托來的2005年9月當時大原的音聲被使用的只是一部分（全面轉換是在該年12月1日以後）以及「以播音員身份真人出演也不太好」。
《親愛芳鄰》最終話收錄時，在大原的提議下出演者全員都穿著浴衣參加收錄。
從2006年8月18日18時41分開始到該年8月25日17時41分為止在「Yahoo!慈善拍賣」上劇場版《XXXHOLiC》的簽名配音用劇本被拍賣，最後拍賣所得（122,000日圓）全部都捐給了「Make-A-Wish of Japan」 （页面存档备份，存于）。

### 動漫系廣播節目相關
在出演動漫系廣播節目時，以「會感覺很寂寞」的理由禁止共演者對自己使用敬語，希望用昵稱的「さぁや」（「さぁや"さん"」也不行）來稱呼自己。
客串出演傳頌之物的廣播節目《うたわれるものらじお》第12回時，和主持人的小山力也約定要以「さぁや」而非用「大原さん」稱呼自己（「さぁやさん」也不行），很熱烈的追求讓小山很動搖。結果小山很快就忘記約定，用「大原さん」稱呼她，然後大原對著小山大撒嬌，之後小山才以「さぁや」來稱呼大原。
在《ぽぽらじ》中，當得知浅野真澄曾因為頭大而被叫「あたま」（大頭）時大爆笑到無法正常進行節目。在那之後，還教有和淺野共演廣播節目的本多陽子和齋藤桃子在被淺野逗弄時用「あたま」來反擊淺野。
《萬花筒之星》中蕾拉·漢米頓的「「あなたには失望したわ」（我對你失望了）（來自第39話 《惨酷な すごい 祭典》後半）這句台詞是作品最有名的台詞，後來在該作品電視播放結束後開始的網絡廣播節目《すごラジ》中發展出同名的指責聽眾的欄目。
被《英國戀物語艾瑪》的原作者森薰和監督小林常夫起了「腹黑」的綽號，最初顯得很抵抗，但之後擔任艾瑪的廣播節目《エマ放送協會・総合ラジオ》的主持人，以腹黑角色進行演出。另一方面，之後在廣播的出張版中，又被原作者和監督說在收錄現場是很關心他人的人。
客串出演《嬉皮笑園》的廣播節目《ぱにらじだっしゅ!》第27回時，被比自己小的齋藤千和不加敬語直接叫「さやか」而顯得異常愉快。
在網絡廣播配信網站「音泉」上留下很多女帝傳說，還曾讓吐槽的弟弟賠禮。（《Happiness!》的廣播節目《はぴねす!瑞穂坂学園校内放送》第4回）。另外，音泉内各節目決定題目、當選者時使用的通称「不吉的黄金BOX」的金色抽選箱是大原命名的。
不過在《ARIA》中共演的西村千奈美和葉月繪理乃的組合面前卻很弱，在ARIA的廣播節目和OVA的出演聲優談話中總是被兩人逗弄。

## 主要參與作品

### 電視動畫
1998年
- 名探偵柯南（白井百合）

1999年
- 海盜媽寶（宏子）
- 海盜媽寶2人の女王様（宏子）
- 星際牛仔（主持人B）
- COLORFUL（山本）
- The Big O（女生）
- 可愛巧虎島（工作員）
- 星界的紋章（フェグダクペ・クファスピア）
- Seraphim Call（キエ）
- Devil Lady（淺川惠理）
- Bビーダマン爆外伝V（ジェニファー）

2000年
- 銀河冒險戰記（エズラ・ヴィエーユ）
- 可愛巧虎島（犬女）
- 星界的戰旗（侍者）
- 袖珍女侍小梅（女店員）
- 名偵探柯南（女服務員）

2001年
- 犬夜叉（公主）
- 銀河冒險戰記 the second stage（エズラ・ヴィエーユ）
- 機動天使エンジェリックレイヤー（冰川優子）
- 星之海洋EX（ニーネ）
- Z.O.E Dolores, i（操作员）
- 名探偵柯南（三澤藍子）

2002年
- 水瓶戰記 Sign for Evolution（阿羅耶識東）
- 笑園漫畫大王（木村太太）
- 朝霧的巫女（御堂志津歌）
- 星空的邂逅（水澄楓）
- 銀河天使第3期（瑪麗少校）
- 馭龍少年（メグル）
- 名探偵柯南（倉田惠）

2003年
- 犬夜叉（若菜）
- 萬花筒之星（蕾拉·漢米頓）
- 廢棄公主（拉寇兒·卡蘇魯（拉克維爾·卡斯爾））
- STRATOS 4（如月沙彌華）
- 急救超人兵團（栗之花栗華 / クリーカ）
- 花田少年史（花小姐）
- ぽぽたん（あい）
- 闇與帽子與書的旅人（皇蓉子）

2004年
- A15系列
  - 超變身巫女祈鬥士（プリシラリヤ・シャマラン / サリーレイヤー）
  - ヒットをねらえ!（城ヶ崎ヒカル）
  - LOVE♥LOVE?（城ヶ崎ヒカル）
- 女孩萬歲 第一季（瑪哈露）
- 北へ。〜Diamond Dust Drops〜（護士A）
- 銀河天使第4期（メアリー少佐）
- 校園迷糊大王（姊崎妙）
- 爆裂天使（安潔莉克）
- 光與水的女神（本城麗娜）
- 瑪莉亞的凝望（山村老師）
- 瑪莉亞的凝望〜春〜（山村老師、家政婦）
- 美鳥日記（春日野遥、まりん）
- 名偵探柯南（安田美和）(第404話)

2005年
- 我們這一家（女性）
- ARIA The ANIMATION（艾莉西亞·弗羅倫斯）
- 英國戀物語艾瑪（葛蕾絲·瓊斯）
- 女孩萬歲 第二季（瑪哈露）
- 我的主人（澤渡瑞穗）
- 灼眼的夏娜（“逆理裁判者”貝露佩歐露）
- 眞田十勇士 The Animation（安岐姬）
- 星艦駕駛員（イザベル・フェリーニ）
- 曙光少女（米蘭達·瑪比利古）
- TSUBASA翼（壹原侑子）
- 聖魔之血（諾耶·寶兒）
- ノエイン もうひとりの君へ（内田涼子）
- 蜂蜜幸運草（原田理花、山田的母親）
- 嬉皮笑園（五十嵐先生、コーイチ）
- ビューティフル ジョー（シルバー・スノウ）
- 風人物語（映画の中の女性）
- 驚爆危機 The Second Raid （幽靈）
- 怪醫黑傑克（病患）
- BLEACH（黑崎真咲）
- ロックマンエグゼBEAST（パクチー・ファラン）
- 魔法咪路咪路 Charming（住田的母親）

2006年
- ARIA The NATURAL（艾莉西亞·弗羅倫斯）
- 受讚頌者（烏露托利）
- Keroro軍曹（骸）
- Code Geass 反叛的魯路修（米蕾‧阿什弗德、魯路修·蘭佩洛基（少年時）、母親）
- 地獄少女 二籠（八木澤千波）(第4話)
- 校園迷糊大王 二學期（姊崎妙）
- 蒼天之拳（楊美玉）
- 我的裘可妹妹（園崎綾乃）
- TSUBASA翼 第2季（壹原侑子）
- 親愛芳鄰（となグラ!）（有坂初音）
- 西方善魔女（ヘイラ）
- バーテンダー（山口紗代）
- 蜂蜜幸運草II（原田理花）
- 武裝鍊金（母）※ 原作的名字是早坂真由美
- Project BLUE 地球SOS（エメリー）
- ×××HOLiC（壹原侑子）
- 棒球大聯盟第三季（早乙女靜香）
- MÄR 魔法世界（ヴェーヌス）

2007年
- 英國戀物語艾瑪第二幕（葛蕾絲·瓊斯、瑪莉亞）
- 怪物王女（ミカサ）
- 風之聖痕（橘霧香）
- 捉猴啦~On Air~2nd（アキエ）
- 灼眼的夏娜II（“逆理裁判者”貝露佩歐露）
- GR-GIANT ROBO-（伊莎貝拉·雷德）
- 獸裝機攻（セイミー）
- 守護甜心！（撫子媽媽）
- 鬼面騎士（鬼塚結衣）
- Sketchbook ～full color's～（梶原青、グレ、弥生ゆうこ）
- 無敵偵探貴公子（互丸都）
- 黑之契約者（米娜·康達斯萬彌）
- 人形アニメーション リカちゃん（いづみちゃん）
- BAMBOO BLADE（ムームーハウス店長）
- 暮蟬悲鳴時解（梨花的母親）
- PRISM ARK（エコー）
- BLUE DRAGON（トントの姉）
- 地球防衛少年（半井美子）
- MAJOR 3rd season（早乙女静香）
- 豆芽小文（長谷川遥）
- 羅密歐與茱麗葉（赫敏爾奧尼）

2008年
- ARIA The ORIGINATION（艾莉西亞·弗羅倫斯）
- 星夢天使 第3輯（住間先生）
- 武裝機甲（緒川結衣）
- Code Geass 反叛的魯路修 R2（米蕾·阿什弗德、周香凛、日向いちじく）
- スケアクロウマン（キャサリン）
- 鶺鴒女神（淺間美哉）
- 楚楚可憐超能少女組（皆本的母親）
- 鐵腕女警 DECODE（真田かをり）
- BLASSREITER（貝爾特麗絲、瑪莉亞）
- ×××HOLiC◆繼（壹原侑子[25]）
- 記憶女神的女兒們（罗拉）
- 伯爵与妖精（雅美）
- 超能少女（菅野麗香）
- 向陽素描x365（直居）
- 交響情人夢 巴黎篇（孫蕊）
- TIGER×DRAGON！（高須泰子）
- ライブオン CARDLIVER翔（プリンセス・プライマリー、女性工作員）

2009年
- 青花 ※江之島電鐵鎌倉車站的站內音聲的音源在劇中被使用。
- 機巧魔神（クルスティナ・フォルチュナ・ソメシェル・ミク・クレウゼンブルヒ）
- 機巧魔神2（クルスティナ・フォルチュナ・ソメシェル・ミク・クレウゼンブルヒ）
- 海貓鳴泣之時（貝阿朵莉切）
- 女王之刃（“帝都聖女”梅爾法）
- 豹頭王傳說（ターニア王妃、エマ）
- 黑神 The Animation（佐野茜）
- 閃亮雙胞胎（志津香）
- 守護甜心!（凪彥的母親）
- 戰場女武神（塞露貝莉亞‧布蕾斯）
- 鐵腕女警 DECODE:02（真田かをり、幼いナタル）
- 哆啦A夢（人魚公主）
- BASQUASH!（遙·格蕾西亞）
- FAIRY TAIL（艾爾莎·史卡雷特）
- ライブオン CARDLIVER翔（島津九郎、播音員）
- 科學超電磁砲（特雷斯蒂娜·木原·萊夫雷恩）
- 戰鬥司書系列（奧莉薇亞＝利崔特、蕾娜絲＝弗魯路）

2010年
- 青春CUP（水野環）
- 交響情人夢 Finale（孫蕊）
- 聖痕鍊金士（及川麗）
- 名偵探柯南（石川茂子 #566）
- Battle Spirits 少年激霸彈（ナミー）
- 夢色蛋糕師（女館長）
- 四畳半神話大系（景子）
- もっとTo LOVEる -とらぶる-（結城林檎）
- 鶺鴒女神〜Pure Engagement〜（淺間美哉）
- MM一族（砂戶智子）
- 半妖少女綺麗譚（突羽根）

2011年
- Rio RainbowGate!（卡爾提亞）
- 人家一點都不喜歡啦！（高梨菜菜香）
- 放浪息子（二鳥さとみ）
- 靈異E接觸（赫倫星雙尾人魚）
- 我們仍未知道那天所看見的花的名字。（宿海塔子）
- 銀魂'（楢崎幸）（205集）
- 緋彈的亞莉亞（神崎香苗）
- 世界一初戀（一之瀨繪梨佳）
- 聖痕鍊金士II（及川麗）
- 白兔糖（二谷由佳里）
- TIGER & BUNNY（三姉妹長女マリー）
- 灼眼的夏娜III（Final）（“逆理裁判者”貝露佩歐露）
- 幸福光暈～hitotose～（塙紗代美）
- 結界女王（米雷娜·馬里烏斯）
- 名偵探柯南（秋本冴子）
- C3 -魔幻三次方-（佩薇·巴洛沃）
- 便·當（松葉菊）
- 刀鋒戰士（キャロル）
- 世界一初戀（一之瀨繪梨佳）
- 女神異聞錄4（瑪格麗特）
- Fate/Zero（愛麗絲菲爾·馮·愛因茲貝倫）

2012年
- 足球騎士（峰綾花）
- 要聽爸爸的話！（小鳥遊祐理）
- 星光少女 極光之夢（富樫香里奈）
- 緋色的碎片（フィーア）
- 軍火女王（法爾梅）
- Fate/Zero 第二季（愛麗絲菲爾·馮·愛因茲貝倫）
- 豆芽小文Returns（長谷川遙[26]）
- 夏雪之約（島尾六花[27]）
- Muv-Luv Alternative Total Eclipse（史黛拉·布瑞梅爾）
- TARI TARI（坂井真晝）
- 超譯百人一首戀歌（式子内親王）
- 魔奇少年（派蒙）

2013年
- THE UNLIMITED 兵部京介（加納紅葉）
- 魔王勇者（暗殺者）
- 銀河機攻隊 莊嚴皇子（西園寺麗華）
- 翠星上的加爾岡緹亞（莉婕特）
- 科學超電磁砲S（泰瑞絲緹娜·木原·萊夫雷恩）
- 王者天下2（紫夏）
- 幸福光暈～More Aggressive～（塙紗代美）
- 黃金拼圖（愛麗絲的母親）
- 幻想玩偶（瑪德琳[28]）
- Fate/kaleid liner 魔法少女☆伊莉雅（愛麗絲菲爾·馮·愛因茲貝倫）
- 來自風平浪靜的明天（愛花的母親）

2014年
- 咲-Saki- 全國篇（石戶霞）
- 魔女的使命（火火里風音）
- 偽戀（小咲的母親）
- Blade & Soul（艾露·卡蓮）
- FAIRY TAIL 第二季（艾爾莎·史卡雷特）
- 銀河騎士傳（小林艦長）
- LOVE STAGE!!（瀨名渚）
- 白銀的意志 ARGEVOLLEN（拉蒂蘇·沙織）
- 金色琴弦 Blue♪Sky（御影諒子）
- 戰國BASARA Judge End（雜賀孫市）
- ALDNOAH.ZERO（界塚雪）
- 宇宙浪子（蘿絲）
- Fate/kaleid liner 魔法少女☆伊莉雅 2wei（愛麗絲菲爾·馮·愛因茲貝倫）
- 笑傲曇天（佐佐木妃子）
- 女神異聞錄4 黃金版（瑪格麗特）
- 記錄的地平線 第2期（茵緹克絲）

2015年
- The Rolling Girls（所澤大統領）
- Go！Princess 光之美少女（天之川史黛拉）
- 果然我的青春戀愛喜劇搞錯了。續（結衣的母親）
- 雙槍激鬥（奧爾加·珍寧）
- 你好！！黃金拼圖（愛麗絲的母親）
- 干支魂（小啾）
- 銀河騎士傳 第九行星戰役（小林艦長、廣播）
- GANGSTA.（貝瑞塔）
- Chaos Dragon 赤龍戰役（紅鶴）
- 下流梗不存在的灰暗世界（蘇菲亞·錦之宮）
- 噬神者（橘咲夜）
- 監獄學園（栗原萬里）
- Fate/kaleid liner 魔法少女☆伊莉雅 2wei Hertz!（愛麗絲菲爾·馮·愛因茲貝倫）
- 槍與面具（瓦潔·拉吉亞）
- 對魔導學園35試驗小隊（梅菲斯特費雷斯）

2016年
- 疾走王子Alternative（支倉黛安）
- Active Raid－機動強襲室第八課－（小湊惠理子）
- Dimension W －第四次元－（四阿屋椿）
- 金田一少年之事件簿R 第2期（月江茉莉香的母亲）
- 火星異種 復仇（西春麗）
- 美少女戰士Crystal Season III 死亡毀滅者篇（海王滿／水手海王星）
- 小桃小栗 Love Love物語（栗原母親的聲音）
- 食戟之靈 貳之皿（薙切蕾奧諾菈）
- Qualidea Code（大國真昼）
- Active Raid－機動強襲室第八課－ 2nd（小湊惠理子）
- WWW.WORKING!!（村主沙衣子）
- 神裝少女小纏（莎菲拉斯[29]）
- 奇異太郎少年的妖怪繪日記（雪母〈雪女〉）
- 亞人 第二期（戶崎的戀人）
- JoJo的奇妙冒險 不滅鑽石（辻彩）

2017年
- CHAOS;CHILD（推嬰兒車的女性）
- MARGINAL＃4 由KISS開始創造的Big Bang（嘉手納舞）
- 重啟咲良田（魔女）
- 戀愛暴君（緋山蘇芳）
- 快盜天使BREAK（如月靜）
- ID-0（卡拉·米拉·佛登[30]）
- 在地下城尋求邂逅是否搞錯了什麼 外傳 劍姬神聖譚（レヴィス）
- Re:CREATORS（米特奧拉·艾斯特萊希（妄想））
- 騎士&魔法（瑟莉緹娜·埃切貝里亞、旁白）
- 妖怪公寓的優雅日常（長谷瑞羽）
- 來自深淵（奧森[31]）
- 時間支配者（伊芙）
- 帶著智慧型手機闖蕩異世界。（九重七重）
- 咕嚕咕嚕魔法陣（托莉可）
- 此花綺譚（八百比丘尼）
- Classica Loid 第2期（音羽日芽歌）
- 魔法使的新娘（媞泰妮亞）
- 3月的獅子 第2期（日向的導師）
- 名侦探柯南（山下唯）

2018年
- 比宇宙更遠的地方（白石民子）
- 三顆星彩色冒險（旁白）
- 龍王的工作！（釋迦堂里奈）
- 博多豚骨拉麵團（小百合）
- HUG！光之美少女（帕普露）
- 多田君不戀愛（山村波瓦隆芳子）
- 黃金神威（家永佳乃）
- 驚爆危機！Invisible Victory（幽靈）
- 輕羽飛揚（羽咲有千夏[32]）
- 異世界魔王與召喚少女的奴隷魔術（梅蒂歐斯）
- 京都寺町三條商店街的福爾摩斯（瀧山好江）
- 天狼 Sirius the Jaeger（阿嘉莎[33]）
- 學園BASARA（雜賀孫市[34]）
- 來自繽紛世界的明日（月白瑠璃）
- 黃金神威 第2期（家永佳乃）
- FAIRY TAIL 最終章（艾爾莎·史卡雷特）

2019年
- 同居人有時在腿上，有時在頭上（朏佐保）
- 魔法少女特殊戰明日香（塔比拉將軍）
- 格林筆記 The Animation（混沌紅心女王）
- 賢者之孫（米莉亞）
- 偶像學園Friends！（蘇菲·夏洛特）
- 閃躍吧！星夢☆頻道（鐵姐）
- 異世界超能魔術師（蕾米亚）
- 街角魔族（吉田清子[35]）
- 流汗吧！健身少女（吳夜叉）
- 實況主的逃脫遊戲【直播中】（伊莎貝拉）
- 平凡職業造就世界最強（茉娜·郝里亞）
- 炎炎消防隊（火代子黃[36]）
- BEM（茱莉亞）
- 美妙射擊部（姪濱杏里[37]）
- 海盜戰記（里狄亞）
- 巴比倫（艾瑪·G·伍德）

2020年
- 寶石商人理察的謎鑑定（中田ひろみ）
- 聆聽者（艾茵·諾伊鮑登[38]）
- 聽我的電波吧（茅代圓[39]）
- 夢夢貓（朝陽的母親）
- 阿爾蒂（維羅妮卡[40]）
- 魔法水果籃 第二期（由希的母親）
- GO!GO! 小金剛
- 果然我的青春戀愛喜劇搞錯了。完（結衣的母親）
- 在魔王城說晚安（妮歐·阿爾拉烏涅）
- 成神之日（伊座並母）
- 池袋西口公園（城之内文香）
- 炎炎消防隊 貳之章（火代子黃）

2021年
- 記錄的地平線 圓桌崩壞（茵緹克絲）
- 堀與宮村（宮村伊織）
- 碧藍航線 微速前進！（三笠）
- 舞伎家的料理人（旁白）
- 轉生成蜘蛛又怎樣！（魔族軍「第二軍軍團長」沙娜多莉）
- 關於我轉生變成史萊姆這檔事 第2期（芙蕾）
- Vivy -Fluorite Eye's Song-（亞卡布）
- EDENS ZERO 伊甸星原（艾爾熙·庫莉姆森）
- MARS RED 零機關（山上富子）
- 七大罪 憤怒的審判（混沌巫女）
- 關於我轉生變成史萊姆這檔事 轉生史萊姆日記（芙蕾）
- 死神少爺與黑女僕（少爺的母親）
- 暗黑企業的迷宮（パワー＝アッシュ）
- 精靈幻想記（湯波）
- 我立於百萬生命之上（弗洛克的母親）
- 鬥神姬（王梨花）
- SELECTION PROJECT（花野井令華）
- 三角窗外是黑夜（鬼内さおり）
- 藍色時期（桑名ユキ）

2022年
- 東京24區（翠堂香苗）
- 幻想三國誌 -天元靈心記-（羅織女、旁白）
- 薔薇王的葬列（瑪格麗特王妃）
- 星光魔法（溫蒂妮）
- 平凡職業造就世界最強 2nd season（蕾蜜雅）
- 食鏽末世錄（悅子）
- 平家物語（淺蔥之方）
- 相合之物（納野富紀）
- 街角魔族 2丁目（吉田清子[41]）
- BUILD DIVIDE -#FFFFFF-（一条太夫）
- 女性向遊戲世界對路人角色很不友好（米蓮·拉法·荷爾法特）
- 王者天下4（紫夏）
- 即使如此依舊步步進逼（漆的母親）
- 金裝的維爾梅～瀕臨留級的學生與最強災害掉入魔法世界～（シスター）
- 受讚頌者 二人的白皇（烏露托利[42]）
- 聖劍傳說 Legend of Mana -The Teardrop Crystal-（克莉絲汀）
- BLEACH 千年血戰篇（黑崎真咲）

2023年
- 傲嬌反派千金莉潔洛特與實況主遠藤同學及解說員小林同學（伊莉莎白）
- 小智是女孩啦！（菲莉絲·奧爾斯頓）
- 大雪海的卡納（穆爾諾塔）
- 狩火之王（柳[43]）
- 擁有超常技能的異世界流浪美食家（瑪麗）
- 我家的英雄（鳥栖歌仙[44]）
- 帶著智慧型手機闖蕩異世界。2（九重七重）
- 勇者死了！（艾賽爾·波葛萊恩[45]）
- 放學後失眠的你（丸太的母親）
- 黃金神威 第4期（家永佳乃）
- EDENS ZERO 伊甸星原 第2期（艾爾熙·庫莉姆森）
- 堀與宮村 -piece-（宮村伊織）
- 死神少爺與黑女僕 第2期（少爺的母親）
- 聖劍學院的魔劍使（媞雅蕾斯·里薩列庫提亞）
- 決鬥大師 WIN 決鬥學園篇（凱薩的母親）

2024年
- 非自願的不死冒險者（露卡）
- 狩火之王 第2期（柳[46]）
- 青之驅魔師 島根啓明結社篇（神木玉雲）
- 終末的火車前往何方？（靜留的母親）
- 死神少爺與黑女僕 第3期（少爺的母親）
- 吸血鬼男子宿舍（蓮的母親）
- 蔚藍檔案 The Animation（七神琳）
- 偶像大師 閃耀色彩（節目旁白）
- FAIRY TAIL魔導少年 百年任務（艾爾莎·史卡雷特[47]）
- 魔導具師妲莉亞永不妥協（艾特雅·加斯托尼）
- 關於我轉生變成史萊姆這檔事 第3期（芙蕾）
- 精靈幻想記2（汤波〈回想〉）

2025年
- BanG Dream! Ave Mujica（豐川瑞穗）
- 最弱技能《果實大師》 ～關於能無限食用技能果實（吃了就會死）這件事～（聖女[48]）
- 魔農傳記 FARMAGIA（羅蕾優[49]）
- 你和偶像 光之美少女♪（皮卡利內[50]）
- 我是星際國家的惡德領主！（美香）
- 完美到難以接近的聖女遭到解除婚約後被賣到鄰國（科內利亞·阿德瑙爾[51]）
- 炎炎消防隊 參之章（火代子黃[52]）
- 破爛千金被姊姊的原婚約者溺愛著（琉·琉[53]）

### OVA
- 水瓶戰記 SagaII〜Don't forget me…〜（東海林光）
- ARIA The OVA 〜ARIETTA〜（艾莉西亞·弗羅倫斯）
- Weiß kreuz
- OVA 傳頌之物（烏露托利）
- 萬花筒之星 Legend of phoenix ～蕾拉·漢米頓的故事～（蕾拉·漢米頓）
- きらめき☆プロジェクト（クローネ）
- 机动战士GUNDAM SEED C.E.73 STARGAZER（赛雷妮·马克古里夫）
- キカイダー01 THE ANIMATION（リエコ）
- 殺手阿一 THE ANIMATION EPISODE 0（みどり）
- 櫻花大戰 紐約（アンケセナーメン）
- STRATOS 4シリーズ（如月沙弥華）
- SLAYERS EXCELLENT（お針子B）
- 戦闘妖精少女 たすけて! メイヴちゃん（スーパーシルフちゃん）
- TSUBASA翼‧春雷記（壹原侑子）
- TSUBASA翼 TOKYO REVELATIONS（壹原侑子）
- 天罰エンジェルラビィ☆（マルガレータ）
- DOGS/BULLETS&CARNAGE（キリ）
- BALDR FORCE EXE RESOLUTION（橘玲佳）
- BLEACH Memories in the rain（黑崎真咲）
- FREEDOM（腕輪から流れる声、アオの母）
- OAD xxxHOLiCシリーズ（壹原侑子）
  - OAD xxxHOLiC 春夢記
  - OAD xxxHOLiC・籠
  - OAD xxxHOLiC・籠 あだゆめ
- 撲殺天使朵庫蘿2（バベル）
- 暮蟬悲鳴時禮（梨花的母親）
- 魔法老師〜另一個世界〜（多涅特·麥基涅斯）
- 鶺鴒女神〜Pure Engagement〜（浅間美哉）
- 幸福光暈（塙さよみ）
- 戰場女武神3（塞露貝莉亞‧布蕾斯）
- FAIRY TAIL 歡迎光臨妖精Hills!!（艾爾莎·史卡雷特）
- FAIRY TAIL 妖精學園 不良少年與大姐頭（艾爾莎·史卡雷特-學生會長）
- 絕滅危愚少女 Amazing Twins（千之倉積）

2013年
- 翠星上的加爾岡緹亞（麗姬朵）

2014年
- 翠星上的加爾岡緹亞-遙遠的巡迴航路 前編（麗姬朵）

2016年
- 監獄學園（栗原萬里）
- FAIRY TAIL 妖精們的懲罰遊戲（艾爾莎）
- Under the Dog（冬月京子）
- FAIRY TAIL 納茲vs.梅比斯（艾爾莎）
- FAIRY TAIL 妖精們的聖誕節（艾爾莎）

2019年
- 情色漫畫老師（山田妖精的母親）

2021年
- 魔法使的新娘 西方少年與青嵐騎士（媞泰妮亞）※隨著單行本第16－18冊特裝版的發行附贈Blu-ray

### 劇場版動畫
- 永遠の法（夏瀨夕子）
- 逮捕令 the MOVIE（田中夏代）
- 劇場版・機動戦士ガンダム（DVD版、吉恩公國群眾）
- 劇場版ツバサ・クロニクル　鳥カゴの国の姫君（壹原侑子）
- 古城荊棘王（凱瑟琳·塔娜）
- 手塚治虫的佛陀 -美麗的紅色沙漠（2011年、パジャー・パティ妃）

2000年
- 名偵探柯南 瞳孔中的暗殺者（白鳥沙羅）

2005年
- 劇場版xxxHOLiC 真夏ノ夜ノ夢（壹原侑子）

2007年
- 福音戰士新劇場版：序（NERV職員）

2009年
- 福音戰士新劇場版：破（NERV職員）

2012年
- 魔法少女奈葉 The MOVIE 2nd A's（蕾蒂·羅蘭）

2013年
- 劇場版 FAIRY TAIL 鳳凰的巫女（艾爾莎·史卡雷特）

2016年
- 你的名字。（宮水二葉）

2017年
- 魔法少女奈葉Reflection（蕾蒂·羅蘭）
- 生化危机：复仇（玛丽亚·戈梅兹）
- 劇場版 FAIRY TAIL 龍之淚（艾爾莎·史卡雷特）

2018年
- 魔法少女奈葉Detonation（蕾蒂·羅蘭）

2020年
- 來自深淵 深沉靈魂的黎明（奧森）
- 想哭的我戴上了貓的面具（齋藤美紀）
- 劇場版 Fate/stay night Heaven's Feel III.spring song（羽斯緹薩·里姿萊希·馮·愛因茲貝倫）

2021年
- 美少女戰士Eternal（海王滿／水手海王星）
- 黃金拼圖 Thank you!!（愛麗絲的母親）
- 讓我聽見愛的歌聲

2023年
- 美少女戰士Cosmos（海王滿／水手海王星）
- 生化危机：死亡岛（玛丽亚·戈梅兹）

### 網路動畫
2015年
- 怪物彈珠 (死兆)

2017年
- 寶可夢世代（卡露乃）

2021年
- 干支魂～貓客萬來～（小啾）

2024年
- 高爾夫物語（アリア・セイフォート[54]）

### 遊戲
- ARMORED CORE for Answer（インテリオル・ユニオン クライアント）
- ARMORED CORE FORMULA FRONT（ACの声）
- ARMORED CORE LAST RAVEN（アライアンス本部）
- 聖靈之心系列（克萊麗琪·迪·蘭札）
  - アルカナハート2
  - すっごい!アルカナハート2
- 【eM】-eNCHANT arM-（サヤカ）
- SDガンダム GGENERATION SPIRITS（ミユ・タキザワ）
- エンジェル・プロファイル（ヘレナ）
- Odin Sphere（グリゼルダ、バルカン）
- 俺たちのサバゲー ポータブル
- 彼女の伝説、僕の石版。〜アミリオンの剣とともに〜（エルダ）
- GUNDAM激鬥年代記（ホア・ブランシェット）
- GUNDAM BATTLE UNIVERSE（ホア・ブランシェット、ミユ・タキザワ）
- 機動戦士GUNDAM MS戦線0079（ホア・ブランシェット）
- 機動戦士GUNDAM 0083カードビルダー（ミユ・タキザワ）
- 機動戦士GUNDAM SEED DESTINY 連合vs.Z.A.F.T.II（赛雷妮·马克古里夫）
- 金色琴弦2系列（都築茉莉）
  - 金色のコルダ2 アンコール
  - 金色のコルダ2 f アンコール
- グランディア オンライン（カチュア）
- 喧嘩番長（水谷裕子）
- 幻想水滸傳系列
  - 幻想水滸伝V（アルシュタート・ファレナス、ウルダ、シャルミシタ、ハヅキ、レックナート）
  - 幻想水滸伝ティアクライス（ゼノア、ネイラ）
- Coded Soul -受け継がれしイデア-（メイ）
- Code Geass 反叛的魯路修 LOST COLORS（米蕾·阿什弗德）
- 高2→将軍（鈴宮真央）
- 召喚夜響曲4（蘿蕾特）
- 捉猴啦3（アキエ）
- Shadowrun（Windows/XBOX360）（操作員）
- 白騎士物語（フローレイン）
- SKYGUNNER（ファム）
- 超級機器人大戰系列
  - 超級機器人大戰OG ORIGINAL GENERATIONS（トロイエ兵）
  - 超級機器人大戰OG外傳（トロイエ兵1）
  - 無限邊疆 超級機器人大戰OG SAGA（乙音、アン・シレーナ）
- すもももももも〜地上最強のヨメ〜 継承しましょ!? 恋の花ムコ争奪戦!!（美月瑠花）
- Thread Colors〜さよならの向こう側〜（九曜滿葉）
- 鶺鴒女神 〜來自未來的禮物〜（浅間美哉）
- ZOIDS ALTERNATIVE（ジェシカ・ランバート）
- DUEL SAVIOR DESTINY（ダリア）
- 電擊學園RPG：女神的十字架（高須泰子）
- .hack//G.U.（楓）
- TIGER×DRAGON portable!（高須泰子）
- はち恋（鮎川彩香）
- 羊くんならキスしてあげる☆（プレイングドラマ版）（茉莉栖）
- F 〜ファナティック〜（リサ・リル）
- 鬥陣特攻（慈悲）
- フェイト/タイガーころしあむ アッパー（アイリスフィール・フォン・アインツベルン）
- BLEACH DS The 3rd Phantom（朱司波伊花）
- 弧光之源（クレア）
- レッスルエンジェルス サバイバー2（十六夜美響、保科優希）
- 戰國BASARA3（雜賀孫市）
- 噬神者（橘佐久夜）
- 英雄傳說 軌跡系列（塞茜兒·諾伊艾絲）
  - [PS VITA] 英雄傳說 零之軌跡 Evolution
  - [PS VITA] 英雄傳說 碧之軌跡 Evolution
- 問答魔法學院系列（楊楊）
  - 問答魔法學院3
  - 問答魔法學院4
  - 問答魔法學院5
  - 問答魔法學院DS

2001
- 最终幻想X（露奇盧）

2002
- 銀河天使（凱拉・赫比魯）

2003
- 最终幻想X-2（露奇盧、娜達拉）
- 銀河天使 月夜情人（凱拉・赫比魯）

2004
- 重生傳奇（希露達·娜芙莉古）
- 銀河天使 永恆的情人（凱拉・赫比魯）

2005
- 校園迷糊大王 姉さん事件です!（姊崎妙）
- 校園迷糊大王 ねる娘は育つ（姊崎妙）

2006
- 傳頌之物（烏露托利）
- ARIA The NATURAL ～遙遠記憶之幻象～（艾莉西亞·弗羅倫斯）

2007
- xxxHOLiC 〜四月一日の十六夜草話〜（壹原侑子）
- 惡魔城X年代記（安妮特·里納德）

2008
- 星空幻想Online（伊希利亞、萊比歐斯）
- 女神異聞錄4（瑪格麗特、柏木典子）
  - 女神異聞錄4 黃金版（瑪格麗特、柏木典子）
- 戰場女武神（塞露貝莉亞·布蕾斯）
- ARIA The ORIGINATION ～藍色行星的天空～（艾莉西亞·弗羅倫斯）

2009
- 惡魔城 審判（卡蜜拉）
- 銀河天使II 永劫回歸之時（凱拉・赫比魯）

2012
- 女神異聞錄4 終極深夜鬥技場（瑪格麗特）

2014
- 女神異聞錄Q 迷宮闇影（瑪格麗特）

2016
- 傳頌之物 兩人的白皇（烏露托利）
- 戰艦少女R（萊辛頓(CV-2)、黎塞留、艾塞克斯）

2017
- 陰陽師(遊戲)（彼岸花）
- 碧藍航線（三笠）
- 拳皇世界（神乐千鹤）
- Fate/Grand Order（Heaven’s Feel/天之杯）
- 怪物彈珠 (死兆)

2018
- 決戰！平安京（彼岸花）
- 拳皇全明星（神乐千鹤）

2019
- 聖火降魔錄 英雄雲集（水琴）

2020
- 明日方舟（月禾）
- 原神（凝光）
- 黑潮：深海覺醒（約克鎮、伊莉莎白女王）
- BLEACH: Brave Souls（黑崎真咲）
- 守望傳說（貴族魅魔比安卡）
- 寶可夢大師（露莎米奈）

2021
- 魔法禁书目录 幻想收束（特雷斯蒂娜·木原·萊夫雷恩）
- 戰雙帕彌什（曲）
- 白夜極光（加百列）

2022
- 拳皇XV（神乐千鹤）
- 明日方舟（斥罪）
- 勝利女神：妮姬（哈蘭）
- 女神異聞錄4 無敵究極背橋摔（瑪格麗特）
- 無期迷途（白逸）

### 外語作品日語配音
- 有你真好（ヘヨン）
- 永遠の恋物語 ロダンとカミーユ・クローデール（カミーユ）
- EVOLUTION（金曜ロードショー2005年5月13日、少女）
- オーバー・ザ・レインボー（チョン・ユナ）
- Gothika（瑞秋）
- 驚聲尖笑（ドリュー、海瑟）
- 散打王 XANDA（リン）
- CSI犯罪現場：邁阿密2（嘉布麗葉拉）
- 黑道家族第1系列 - 第6系列※テレビ版（メドウ・ソプラノ）
- The Stepford Wives（サラ(フェイス・ヒル)）
- 友引忌（ヘジン）
- バーバリアン（イルザ）
- バイジュン（ユチェヨン）
- 蜂蜜與四葉草（台湾版）摘要版
- フリークス学園（莎拉）
- Boy Meets World（蘿莉、碧安卡、黛比）
- Melrose Place（奧黛麗）
- Random Hearts（潔西）
- レプリカント（木曜洋画劇場2005年7月14日、強尼的母親、少年）
- The Object of My Affection（スーニ）

還有其他眾多出演。

### 廣播
都是作為主持人、DJ出演。
- NOW HITS STREET（bayfm：1999年4月 - ）
- ぽぽらじ（Radio大阪・TBS Radio：2003年4月 - 2003年12月27日、BEAT☆Net Radio!：2004年1月9日 - 2004年10月8日）
- インターネットラジオ カレイドスター そらとレイラの すごい ○○（音泉：2004年6月7日 - 2006年6月5日）
- エマ放送協會 Ch2 総合ラジオ（TE-A room：2005年3日7日 - 2005年8月29日）
- 東京俳優生活協同組合 45th ANNIVERSARY 「Party Radio」（BEAT☆Net Radio!：2006年6月2日 - 2006年7月14日）
- コードギアス はんぎゃく日記（BEAT☆Net Radio!：2006年10月6日 - 2008年12月26日）
- RADIO xxxHOLiC◆継（音泉：2008年6月6日 - 2008年8月15日）
- 今日は一日“鉄道”三昧」|今日は一日鉄道三昧（NHK-FM：2008年10月13日、前半是助理）
- くろかみ 〜Radio しすてむ〜（BEAT☆Net Radio!、音泉、Lantis網路電台：2008年12月5日 - 2009年7月3日）
- 『×××HOLiC』&『ツバサ』の春まで待てないっ！（音泉：2008年12月24日 - 2009年3月18日）
- Sound Drama Fate/Zero -ラジオマテリアル-（AnimateTV：2009年1月29日 - 、基本是和恒松步輪流當主持）
- 『うみねこのなく頃に』Episode R -Radio of the golden witch-（AnimateTV：2009年8月26日 - ）

### CD

#### Drama CD
- ARIA系列（艾莉西亞·弗羅倫斯）
  - ARIA Drama CD I
  - ARIA Drama CD II
  - AQUA Drama CD III
  - ARIA The ANIMATION Drama CD I BLUE
  - ARIA The ANIMATION Drama CD II RED
  - ARIA The ANIMATION Drama CD III ORANGE
  - ARIA The NATURAL Drama CD I
  - ARIA The NATURAL Drama CD II
  - 下記的三個是動畫版ARIA的PERFECT GUIDBOOK SPECIAL初回限定版限定的附送Drama CD
    - ARIA The ANIMATION PERFECT GUIDBOOK SPECIAL APPENDIX DRAMA CD
    - ARIA The NATURAL PERFECT GUIDBOOK SPECIAL APPENDIX DRAMA CD
    - ARIA The ORIGINATION PERFECT GUIDBOOK SPECIAL APPENDIX DRAMA CD **ARIA The ORIGINATION Drama CD I 〜雪〜

  - ARIA The ORIGINATION Drama CD II 〜月〜
  - ARIA The ORIGINATION Drama CD III 〜花〜
  - ARIA The ANIMATION Drama CD BOX
- 銀河冒險戰記（エズラ・ヴィエーユ）
- 傳頌之物系列（烏露托利）
  - うたわれるもの 〜トゥスクルの皇后〜
  - うたわれるもの 〜トゥスクルの内乱〜
  - うたわれるもの 〜トゥスクルの財宝〜
  - うたわれるもの 番外編 魁!!うたわれ学園
- （株）ツバメ警備保障（古田亞璃華）
- 傀儡師左近 外伝 オリジナル・ドラマ・アルバム II 外伝 怨恋振袖業火地獄（佐原惠）
- 萬花筒之星系列（蕾拉·漢米頓）
  - 明日の すごい カレイドスター・アリエスステージ
  - 明日の すごい カレイドスター・トーラスステージ
  - 明日の すごい カレイドスター・キャンサーステージ
  - 明日の すごい カレイドスター・ウインディーステージ
- 金色琴弦2 系列（都築茉莉）
  - 金色のコルダ2 〜碧のさざなみ〜
  - 金色のコルダ2 〜gloria〜
  - 金色のコルダ2 〜雪どけの陽光〜
- クロム・ブレイカー（響子司祭）
- Keroro軍曹 (電視動畫)「宇宙でもっともギリギリなCD」第4卷（骸）
- Drama CD 幻想水滸傳 Vol.1・2（レックナート）
- 高校デビュー（高橋真巳）
- 高速エイジ（櫻澤綾乃）
- Code Geass 反叛的魯路修 Sound Episode系列全6卷（米蕾·阿什弗德、魯路修·蘭佩洛基（少年時））
- 少女ファイト（犬神鏡子）※コミックス第5卷 特装版付属CD
- Sketch Book Stories 〜前夜祭〜（梶原青）
- 草莓狂熱 ル・リム編〜お姉さまとメイドそうどう〜（乘馬部部長）
- スレイヤーズVSオーフェン〜史上最悪の邂逅〜（ボニー・マギー）
- 世界樹の迷宮（シルフィー）
- 召喚士マリア 出会いには花束を、小さき恋に別れの涙を。（イオニア・オリント）
- 鶺鴒女神系列（浅間美哉）
  - セキレイ サウンドステージ01
- ゼロイン（式江美園）
- TV動畫「戰場女武神」Drama CD 第一章（塞露貝莉亞·布蕾斯）
- ゾンビ屋れい子（あずさ）
- 天正やおよろず（鎮紅）
- 天高く、雲は流れ（王女ロスメスタ）
- 傳說偵探團第1卷（ゲスト声優）
- 天然パールピンク（桃野真珠、アイドル刑事momokoのテーマ『刑事はmomo色』）
- DOGS/BULLETS&CARNAGE（キリ）
- となグラ!系列（有坂初音）
- TIGER×DRAGON！ Drama CD Vol.1 - 3（高須泰子）
- 獏-BAKU- 2（エルザ）
- 初恋姉妹（白河美夕）
- 嬉皮笑園 Vol.3 Ver.フロンティアワークス 〜修学旅行密着24時!〜編（五十嵐老師）
- B型H系（小須田香月）
- 光與水的女神 ネレイスファミリー劇場（本城雷娜）
- ひなどりGIRL　Vol,1 - 2（星崎月子）
- Fate/Zero（愛麗絲菲爾·馮·愛因茲貝倫）
- ホーリートーカー（松東院涅）
- xxxHOLiC Original Drama CD「シミヌキ」（壹原侑子）※漫畫13卷初回限定版特典
- 魔人偵探腦嚙涅羅2（亞矢·嬰滋娃）
- 魔術師オーフェン 無謀編 オリジナルラジオドラマ2（ボニー）
- 美鳥日記「はじめまして」（春日野遥）
- 可愛動物日記（日下周）
- ワイルドアームズ 2ndイグニッション オリジナルドラマ（ケイト）
- 野性類戀人（斑目卷尾）

#### 其他CD
- でぃあーず「にほんのむかしばなし」〜赤の色〜（朗讀）
  - 第六話『和尚とキツネ』
- にほんのむかしばなし外伝〜夢の色〜（朗讀）※Comic Market74先行發售的「青の色」和「赤の色」的同時購入特典
  - 第十二話「村を救ったふたり」
- でぃあーず せかいのものがたり〜赤の本〜（朗讀）
  - 第五話『金色のシカ』
- 百歌声爛 -女性声優編III-（翻唱動漫歌）
  - 1st Priority〜あなたと言う時間〜デリケートに好きして〜夢色のスプーン〜不思議色ハピネス〜悲しみよこんにちは〜夢光年〜ガーネット〜夏待ち〜FIND THE WAY
- 京急 駅メロディ -オリジナル-※收錄了車站音聲的音源

#### Radio Drama
- 魔術師歐菲 無謀編（TBS Radio：1999年10月 - 2000年3月、ボニー）
- Radio幻想水滸伝 集まれ! 108星!（音泉：2008年8月27日 - 11月19日、レックナート）

### Narration
- ボイスオーバー (有本人的影像出演)

#### CM
- R&C 守ろう！地球環境 TBSラジオCM
- 安盛「アクサダイレクト」澳大利亞旅行促銷活動 電話咨詢音聲
- 大人の趣味と生活向上◆アクトオンTV|Act On TV（旧：ケイコとマナブChannel） 節目CM（「テレビくん」的声音、真人出演進行大提琴演奏）
- 旭化成 保鮮膜 網絡・店内放送（本人出演）
- 艾拉妮絲·莫莉塞特 專輯CD『So-Called Chaos』 TVCM
- HIS 電話咨詢音聲
- 恵比寿ガーデンクリニック TVCM
- 音樂電視網 TVスポットCM（英語Narration）
- 角川書店 DRAGON MAGAZINE2003年8月号 TVCM
- 角川書店 月刊Newtype2006年8月号 TVCM
- 麒麟麦酒 秋味促銷活動 電話咨詢音聲
- Kiroro CD『愛さない』 廣播CM
- 神奇寶貝劇場版：雪拉比 穿梭時空的相遇 原聲CD TVCM
- 国税厅 TVCM
- コロナ TVCM
- 佐藤製藥 ユンケル 店頭放映CM
- 妹妹公主〜お兄ちゃん大好き〜 イラストノベル TVCM
- JA-SS 廣播CM
- 上州屋 TVCM
- スタジオラティア 廣播CM
- 世嘉公司 ドリームアイ TVCM
- 東急百貨店たまプラーザ店 廣播CM
- 日清食品 杯麵「それぞれの自由」編 TVCM（手鐲的声音）
- 日本航空 JAL SHOP 通信販賣 国際線、国内線機内CM
- 農業協同組合 廣播CM
- 諾拉·瓊絲 感じるノラキャンペーン TVCM
- Philip Morris（電話咨詢音聲）
- ブルドックソース 月島もんじゃ焼き 促銷影片（在羽田空港放映）
- 陸奧銀行 テレフォンバンキング
- 三井住友銀行 店内CM
- Unilever Japan KK ダヴ プロエイジ 廣播CM
- Lycos TVCM

還有其他眾多出演。

#### 電視節目
- iスタイル（BS-i）
- Idea對決・全国高等専門学校機器人比賽'99決勝大賽（NHK高清）
- インサイド・ザ・ホワイトハウス（STAR CHANNEL）
- 映画チャンネル（Perfect Choice）
- NHK大学機器人比賽'99世界大賽（NHK綜合）
- One-Night Rock'n Roll（富士電視台）
- おーい、ニッポンスペシャル 2000年5月14日（NHK綜合）
- お宅は日本で第何位？くりぃむしちゅーの！テレビ奥様国勢調査（TBS）
- お花を飾ろう！フラワーアレンジメント（Act On TV、作為助理真人出演）
- 隠れ家ごはん!〜メニューのない料理店〜（朝日電視台、「知って得する！からだと健康ゼミナール」作為播報員不定期真人出演）
- こころのパリ紀行〜心の書道家・婁正綱〜（東京電視台）
- シネマチョップ（東映頻道）※不定期
- Space Shower TV（Sky PerfecTV!）
- SmaSTATION-3（朝日電視台、旁白）
- SMAP×SMAP 2003年12月8日（富士電視台、「Birthday SMAP」Narration）
- 声優戦線異状なし!?（AT-X、guest出演）
- 世界プチくら! 2003年11月7日（朝日電視台、旁白）
- 全国手作り楽器アイデアコンテスト'06（神奈川電視台）
- 中居正広の金曜日のスマたちへ（TBS、「金スマ陰陽師」Narration）
- ド・ピーカン！“南国飛球大決戦”（東京電視台）
- 爆笑そっくりものまね紅白歌合戦 2002年10月1日（富士電視台）
- 初公開！芸能人が行く(秘)ラーメンベスト100 2002年7月24日（富士電視台、「奇数順位」Narration）
- VivaVivaV6（富士電視台）
- Music Museum（富士電視台）
- LaLa女性外来（LaLa TV）
- 笑う犬の発見（富士電視台）
- 日曜ビッグバラエティ「小さく開いて大評判！巷で話題の出没商売」 2009年8月9日（東京電視台）

還有其他眾多出演。

#### 其他Narration
- 子供にウケる科学手品シリーズ（日本コロムビア：2000年）
- 世界名作動く絵本DVD（產經新聞出版：2006年）
- 名作アニメシリーズ ファーブル昆虫記（クリエイティヴ・コア：2008年）

還有其他眾多出演。

### 自動放送、聲音嚮導

#### 車站自動放音
車站自動放送（全国私營鐵路車站放音）
經常和關根正明一起被使用。
- 東武鐵道
  - 伊勢崎線：東向島站、鐘淵站、梅島站、谷塚站、草加站、松原團地站、新田站、大袋站、武里站、北春日部站、姬宮站、和戶站、花崎站、南羽生站、羽生站、福居站、足利市站
  - 日光線：杉戶高野台站、幸手站、新鹿沼站
  - 野田線：北大宮站、大宮公園站、東岩槻站、八木崎站、南櫻井站、川間站、江戶川台站、初石站、流山おおたかの森站、新柏站、増尾站、高柳站、六實站、新鎌谷車站、馬込澤站、塚田站
  - 龜戶線：龜戶站
  - 大師線：大師前站
  - 佐野線：佐野站
  - 宇都宮線：西川田站
  - 小泉線：東小泉站
  - 東上本線：池袋站～寄居站※池袋站是在開車放送音聲，中間站是在車進站音聲中起用。
  - 越生線：坂戶站～越生站
- 西武鐵道
  - 多摩川線：武藏境車站、新小金井站、多磨站、競艇場前站
  - 山口線：遊園地西站、西武球場前站
- 京王電鐵（高尾站、分倍河原站、東府中站、飛田給站、八幡山站、澀谷站除外）
- 小田急電鐵（2001年 - 2004年，隨車站旅客嚮導系統更新而停用，現在是由緒方智美擔當。）
- 東京急行電鐵：東横線涉谷站站內末班車嚮導等的自動音聲
- 京濱急行電鐵
- 相模鐵道
  - 相鐵本線：横濱站、西横濱站、星川站、西谷站、二俁川站、大和站、海老名站
  - 泉野線：二俣川站、南万騎原站、泉中央站、湘南台站
- 江之島電鐵：藤澤站、江之島站、稲村崎站、長谷站、鎌倉車站
- 芝山鐵道

#### 店内自動放音
- 青葉台東急スクエア
- atre（大井町店、龜戶店（旧龜戶エルナード））
- アミュプラザ鹿児島
- サンシャインシティ|サンシャインシティ・アルタ
- 蒲田站大廈（パリオ、サンカマタ）
- 新宿三越ALCOTT
- 新宿メトロ食堂街
- マルイジャム渋谷（旧マルイヤング渋谷）
- Laforet原宿
- LUMINE（大宮店、横濱店、立川店、北千住店、町田店、大船店）
- 六本木新城（夏季促銷）
- 港北みなも

#### 其他聲音嚮導
- HIS電話咨詢聲音（聲音嚮導）
- KDDI/沖縄Cellular電話：au手機聲音嚮導（2005年12月1日以後）
- 燃氣泄露音聲警報（「美佳子@ぱよぱよ」）
- 證件照自動照相機 聲音嚮導（Photo-Me、フォトテック）
- 東京國立博物館（展示解說）
- 丸の内警察署（啟蒙放送）
- 参議院議員会館（叫車嚮導聲音）

### 舞台劇
- 香鬼な女たち（第1回公演1998年3月31日 - 4月1日）
- DEAD DREAM FAC（第1回公演1998年9月）
- Emergency Conference（第2回公演（1999年2月5日 - 2月7日）
- 白馬2007（第8回公演2007年2月14日 - 18日，聲音友情出演）

### 布袋戲
2016年
- Thunderbolt Fantasy 東離劍遊紀（刑亥[55]）

2021年
- Thunderbolt Fantasy 東離劍遊紀3（刑亥[56]）

### 活動
- 主持人
  - ウィーン・シュトラウス・フェスティバルオーケストラ ニューイヤーコンサート（東京都主催、サントリーホール、2005年1月8日、2006年1月6日）
  - サファリオーケストラ 定期演奏会（2007年7月7日関内ホール、2007年12月1日ミューザ川崎シンフォニーホール）
- 俳協45周年記念ライブ「Party Live!」（2006年2月11日 - 2月12日）
- 大原さやか TALK*LIVE in 青山'06（2006年10月29日）※青山学院大学的学園祭的活動。
- 伊藤静 Talk&Live『あそびにおいで(*´艸`*)』（2009年7月26日、guest）

### 其他
- アニメぱらだいす!#802（guest）
- WEBTV m-serve style Vol.65（guest）
- 天文館：「おとめ座物語」（デーメーテル）「太陽系をはかろう」（さっちゃん）柏崎市立博物館、福知山市兒童科學館、鳥取市さじアストロパーク、米子兒童文化中心
- 彈珠機 特命係長·只野仁（坪内紀子）
- 彈珠機 がんばれ満月姫!（滿月姬）

還有其他眾多出演。

## 外部連結
- 大原省（公認FANS網站）（日語）
- 事務所公開簡歷（日語）